# Crysis (серія ігор)
Crysis — серія відеоігор, розроблена німецькою компанією Crytek і видавана американським видавцем Electronic Arts. Серія ігор Crysis є воєнно науково-фантастичною трилогією у жанрі шутеру від першої особи. Перша гра серії, «Crysis», була випущена в листопаді 2007 року, заснувала однойменну медіафраншизу, що складається з відеоігор-продовжень, спінофа Crysis Warhead, настільної гри, романів та коміксів.
Сюжети творів за франшизою «Crysis» зосереджуються на солдатах, які носять фантастичні костюми та борються з інопланетянами, що загрожують Землі в недалекому майбутньому.

## Етимологія слова «Crysis»
Слова «crysis» у англійській мові не існує. Однак воно асоціюється із словом «crisis» — «криза» та «cry» — «крик».
Виконавчий директор і засновник Crytek Джеват Єрлі (англ. Cevat Yerli) в інтерв'ю з журналістами «Відеоманії», відеододатком журналу «Ігроманія», на запитання про походження назви гри відповів наступне:
| Ліві лапки | Ми з братами вирішили, що в назві нашої другої гри обов'язково повинно міститися «cry». Обов'язково. Це наче як наша торгова марка. Можливо, комусь це видасться смішним, але гру Crytek завжди можна буде впізнати за назвою. Ну й взагалі, до чого призводить вторгнення прибульців: до страху, жаху, руйнуванням. Як це назвати одним словом — криза, звідси — Crysis. Взагалі ж назва прийшла в голову й нам, і працівникам маркетингового відділу Electronic Arts, через це ми навіть хотіли відмовитись від назви, як від надто очевидної, але потім подумали і вирішили, що кращого саме нам для нового проекту не знайти. Взагалі, ідеальна назва, інакше як кризою, те що твориться в грі, не назвеш. | Праві лапки |

## Ігри серії
- Crysis (2007) — події відбуваються в 2020 році на острові в Тихому океані. Група американських військових, оснащена нанокостюмами, вирушає туди на пошуки зниклих археологів і стикається з солдатами Північної Кореї. Згодом американці розкривають присутність на острові інопланетян, які витягують енергію з довкілля, заморожуючи все навколо. Головний герой з позивним Номад змушений протистояти загрозі як з боку корейців, так і прибульців із космосу.
  - Crysis Warhead (2008) — події відбуваються паралельно до оригінальної гри. Головним героєм є солдат США з позивним Псих, мета якого — захопити ув'язненого інопланетянина, на якого полюють як корейці, так і амбітний генерал Лі.
- Crysis 2 (2011) — сюжет стартує за 3 роки після подій на острові та його знищення атомним вибухом. У Нью-Йорку поширюється смертельний вірус, що виявляється підготовкою до нового вторгнення. Солдат Пророк, заражений вірусом, передає свій костюм звичайному бійцеві Алькатрасу, щоби той завершив його завдання — зупинити поширення хвороби та врятувати вченого Нейтана Гулда, що розробив нанокостюми на основі технологій прибульців.
- Crysis 3 (2013) — сюжет продовжується в 2047 році, коли владу на Землі захопила корпорація CELL, яка використовує технології прибульців. Пророк, який відновив свою особистість у тілі Алькатраса, веде партизанську боротьбу проти CELL і розкриває, що планета перебуває під загрозою повномасштабного нападу з космосу.
- Crysis Remastered (2020) — ремастер оригінальної Crysis з оновленою графікою та спрощеною структурою місій[5].
- Crysis Remastered Trilogy (2021) — збірка ремастерів трьох основних ігор серії[6].
- Crysis 4 — анонсоване продовження серії[7].

## Загальні геймплейні характеристики серії
Усі ігри серії є шутерами від першої особи. Ігри серії, а особливо перша частина — Crysis, виконані в стилі «пісочниці», тобто, пропонують гравцям самими обирати як вирішити поставлене завдання. Разом з тим ігри серії Crysis не є класичними пісочницями, тому що сюжет в іграх повністю лінійний. Нелінійні також ігрові рівні, які являють собою відкриті простори й не обмежують рух гравця. Наприклад, гравець може атакувати базу ворогів, щоб дістатися до цілі, а може непомітно пройти повз.
Ігри серії Crysis мають кілька істотних геймплейних відмінностей від стандартних шутерів. Головним геймплейним елементом даних ігор є нанокостюм — вигаданий екзоскелет, що використовує нанотехнології й дає різні переваги при атаці ворогів, такі як тимчасова невидимість, захист від прямого влучення куль, прискорення тощо.
Також в іграх серії Crysis детально пророблена ручна стрілецька зброя. Гравець має можливість модифікувати зброю в реальному часі, додаючи на неї різні «насадки» — приціли, цілевказівки, підствольний гранатомет, ліхтарик тощо. Таким чином, є можливість адаптувати зброю до поточної ситуації.
В іграх серії «Crysis» гравцеві доступна стандартна гама зброї, властива більшості шутерів від першої особи. Сюди входить як звичайне озброєння (пістолети, автоматичні гвинтівки, дробовики й інші), так і науково-фантастичне земного (гвинтівка Гауса) і інопланетного (англ. MAOC — Molecular Accelerator — Молекулярний Прискорювач прибульців) походження.
Одночасно гравець може носити максимум два екземпляри стандартної зброї, один гранатомет і максимум дві малі одноручні зброї. Пропонується можливість близького бою: якщо протагоніст без зброї в руках, то він застосовує кулачний бій; якщо ж у руках є зброя, то застосовує удар прикладом або магазином
Уся зброя може бути змінена за допомогою відповідних «насадок» (ґаджетів, пристроїв); ці пристрої можуть бути дані гравцеві за замовчуванням, отримані з підібраної зброї або куплені в мультиплеєрі. Одного разу придбані, вони можуть бути видалені тільки з причини смерті чи втрачені за сценарієм у синглплеєрі. Якщо під час нормальної гри гравець причіплює ліхтарик до своєї гвинтівки, яку потім викидає, то це не вважається за втрату, і такий пристрій буде доступний у майбутньому.
Модифікація зброї різними насадками можлива завдячує рельсовій системі напрямних (англ. RIS — Rail Interface System), яка вмонтована в кожний екземпляр використовуваної зброї. Зокрема, використовуються планки Пікатінні (англ. Picatinny Rail), які в дійсності присутні в багатьох сучасних зразках зброї. У зброї є 4 точки кріплення, куди можуть бути прикріплені насадки: верхня (надствольна) напрямна, нижня (підствольна) напрямна, дуло й кріплення зліва від ствола. Таким чином, деякі пристрої не можуть бути сполучені; наприклад, неможливо використовувати одночасно підствольний гранатомет і транквілізатор, або ліхтар і лазерну цілевказівку. Декотрі види зброї не мають деяких напрямних зважаючи на конструктивні особливості; наприклад, дробовик не має підствольної напрямної; відповідно, на нього неможливо встановити підствольний гранатомет. Опції пристроїв дають більшу кількість варіантів модифікації основної зброї, навіть якщо результат цієї зміни може здаватися дивним. Наприклад, оптичний приціл змінної кратності 4x/10x може бути прикріплений до дробовика, що стріляє картеччю на ближні дистанції.

## Конкурси і заходи щодо ігор серії «Crysis»
| Гра      | Середня оцінка Metacritic  |
| -------- | -------------------------- |
| Crysis   | (PC) 91 (X360) 81 (PS3) 81 |
| Crysis 2 | (PC) 86 (PS3) 85 (X360) 84 |
| Crysis 3 | (PS3) 77 (X360) 76 (PC) 76 |

### Конкурс «Криза сержанта Сайкса»
Найбільший і найстарший російський ігровий сайт Absolute Games і компанія Electronic Arts за участі корпорації Microsoft організували вікторину «Криза сержанта Сайкса».
Вікторина почалася 30 жовтня й була закінчено 5 листопада 2008 року включно. Учасникам було необхідно правильно відповідати на поставлені запитання. Було представлено 16 питань, кожне з яких оцінювався від 10 до 40 балів, залежно від складності питання. Після питання надавалося кілька (від 6 до 8) варіантів відповідей, з яких тільки один є правильним. Теми питань стосувалися гри «Crysis Warhead» і історії компанії Crytek. Переможці й правильні відповіді на всі питання були оголошені 6 листопада. Для участі необхідно було зареєструватися на сайті Absolute Games.
Приз за перше місце — відеокарта ASUS ENGTX280, що базується на чипсеті nVidia GeForce GTX280, а також ігрова миша Microsoft SideWinder X5 і клавіатура Microsoft SideWinder X6. Приз за місця з 2-го по 10-е включно — ігрова миша Microsoft SideWinder X5 і клавіатура Microsoft SideWinder X6.